# Valentin Petrovič Gluško
Valentin Petrovič Gluško (rusko, ukrajinsko Валентин Петрович Глушко), ruski raketni inženir, * 2. september 1908 (21. avgust, ruski koledar), Odesa, Ukrajina, † 10. januar 1989, Moskva, Sovjetska zveza, danes Rusija.
Gluško je bil poleg Koroljova in Čelomeja glavni sovjetski raketni inženir med sovjetsko-ameriško vesoljsko tekmo.
Leta 1921 se je Gluško začel zanimati za vprašanja s področja kozmonavtike. Dve leti kasneje, 1923 si je dopisoval s Ciolkovskim. Leta 1924 je s tega področja objavil svoja prva poljudna dela. Med letoma 1925 in 1929 je študiral na Univerzi v tedanjem Leningradu. Po končanem študiju je bil do leta 1933 štiri leta zaposlen v hidrodinamičnem laboratoriju.
23. marca 1938 ga je zaprl NKVD in je moral nekaj časa prisilno delati. 16. julija 1944 so ga s Stalinovo vednostjo oprostili vseh obtožb in je odšel v Nemčijo, kjer je spoznal zaplenjeno nemško vojaško raketno tehniko. Popolnoma pa so ga rehabilitirali šele leta 1956.
Pokopan je na moskovskem pokopališču Novodeviči.